# Imerslund–Gräsbecks syndrom
Imerslund–Gräsbecks syndrom är en sjukdom som beror på en medfödd oförmåga att uppta vitamin B12 från tarmen, vilket ger vitamin B12-brist.
Sjukdomen eller syndromet (symptomkomplexet) beskrevs omkring 1960 av barnläkaren Olga Imerslund i Norge och laboratorieläkaren Ralph Gräsbeck med medarbetare i Finland. Den beror på en medfödd oförmåga att uppta vitamin B12 från tarmen och debuterar vid några månaders till cirka åtta års ålder. I början är symptomen vaga, dålig tillväxt, infektionsbenägenhet. Senare tillkommer megaloblastisk anemi, som är typisk för brist på vitamin B12. Nervsymptom förekommer även. Protein i urinen (proteinuri) uppträder hos cirka hälften av fallen. 
Vitaminbristen uppkommer eftersom tunntarmen saknar en receptor (mottagare) för vitamin B12, som i tarmen uppträder bundet till intrinsic factor, ett protein som utsöndras med magsaften och som också krävs för vitaminets upptag i tarmen. Tarmreceptorn innehåller två komponenter, kubilin och amnionless, vilkas syntes styrs av två gener, av vilka endera är defekt vid sjukdomen. Åkomman ärvs recessivt och är icke-könsbunden. Samma defekta gen måste ärvas av vardera föräldern; symtom uppträder inte hos bärare av bara en defekt gen. De finländska fallen har hittills alla berott på fel i kubilin-genen, medan de norska berott på amnionless-genen. Defekter i bägge generna har beskrivits från hela världen, mest från muslimska medelhavsländer. Samma sjukdom förekommer även hos hundar. 
Sjukdomen liknar mycket medfödd brist på magsaftens intrinsic factor, och många publicerade fall är troligen denna åkomma. Tillståndet har även sammanblandats med generell malabsorption, där ett flertal näringsämnen upptas dåligt från tarmen. Ett sådant tillstånd är celiaki. Ifall tarmfunktionen undersöks medan patienten ännu lider av brist på vitamin B12, utfaller nämligen tarmfunktionsproven ofta patologiskt eftersom tarmcellerna lider av vitaminbristen. Dessa prov bör därför kontrolleras när vitaminbristen har hävts. 
Tillståndet sköts med regelbundna injektioner av vitamin B12; det har ännu inte utretts om tablettbehandling är lämplig. Behandlingen bör fortgå hela livet. Patienterna hålls helt friska, och njurfunktionen förblir god trots att proteinet i urinen inte försvinner.